# Шведска на Зимским олимпијским играма 2018.
Шведска учествује на Зимским олимпијским играма 2018. које се одржавају у Пјонгчанг у Јужној Кореји од 9. до 25. фебруара 2018. године. Олимпијски комитет Шведске послао је 116 квалификованих спортиста у девет спортова. 

## Освајачи медаља

### Злато
- Шарлоте Кала — Скијашко трчање, 15 км потера
- Стина Нилсон — Скијашко трчање, спринт појединачно
- Хана Еберг — Биатлон, појединачно
- Фрида Хансдотер — Алпско скијање, слалом
- Андре Мирер — Алпско скијање, слалом
- Пепе Фемлинг, Јеспер Нелин, Себастијан Самуелсон, Фредерик Линдстрем — Биатлон, штафета
- Ана Хаселборг, Сара Макманус, Агнес Кнохенхауер, Софија Мабергс, Јени Волин — Керлинг, женски турнир

### Сребро
- Себастијан Самуелсон — Биатлон, потера
- Шарлоте Кала — Скијашко трчање, 10 км слободно
- Ана Хог, Шарлоте Кала, Еба Андресон, Стина Нилсон — Скијашко трчање, штафета 4 х 5 км
- Шарлоте Кала, Стина Нилсон — Скијашко трчање, спринт екипно
- Лин Персон, Мона Брорсон, Ана Магнусон, Хана Еберг — Биатлон, штафета
- Никлас Един, Оскар Ериксон, Расмус Врана, Кристофер Сундгрен, Хенрик Лек — Керлинг, мушки турнир

### Бронза
- Стина Нилсон — Скијашко трчање, 30 км класично

## Учесници по спортовима
| Спорт             | Мушкарци | Жене | Укупно |
| ----------------- | -------- | ---- | ------ |
| Алпско скијање    | 4        | 6    | 10     |
| Биатлон           | 5        | 5    | 10     |
| Брзо клизање      | 1        | 0    | 1      |
| Керлинг           | 5        | 5    | 10     |
| Скијашко трчање   | 10       | 10   | 20     |
| Слободно скијање  | 10       | 4    | 14     |
| Сноубординг       | 2        | 0    | 2      |
| Уметничко клизање | 0        | 1    | 1      |
| Хокеј на леду     | 25       | 23   | 48     |
| 9 спортова        | 62       | 54   | 116    |